# Циклоп
Циклопът („кръглоок“, от гръцки: κύκλος – „кръгъл“ и όψ – „око“) е същество от гръцката митология. Представлява огромно чудовище с едно око в средата на челото. Били груби и недодялани същества, но сръчни ковачи. 

Циклопите са синове на Уран (Небе) и Гея (Земя). Според Хезиод те били силни, непреклонни и лишени от емоции. Циклопите са трима: Бронтес, Стероп и Аргес. Те били захвърлени в мрачния Тартар от баща си Уран. По-късно Кронос, друг син на Уран и Гея, ги освобождава заедно с гигантите и хекатонхейрите. Те му помагат да свали Уран от власт, но след това Кронос отново ги хвърля в Тартара, където остават пазени от Кампе, докато Зевс не ги освобождава. Те подарили на Зевс гръмотевицата, която му помогнала да свали от власт баща си Кронос. Аргес дал светлината, Бронтес добавил гърма, а Стерон – мълнията. Благодарение на техния подарък Зевс получава прозвището си – Гръмовержец.

Циклопите също създават и тризъбеца на Посейдон, лъка на Артемида и шлема, който Хадес дава на Персей, за да изпълни задачата да убие горгоната Медуза. За тях се казва, че са построили и укрепленията на Тиринт и Микена в Пелопонес. Шумовете, идващи от дълбините на вулканите, са приписвани на тях.

Циклопите са убити от Аполон, след като Зевс убива неговия син Асклепий с мълния, изкована от циклопите.

По-късно в митологията циклопите се появяват като свирепи и жестоки людоеди в странстванията на Одисей, който ослепява един от тях (Полифем), за да се измъкне жив от острова, който те населяват.